# Torrecilla sobre Alesanco
Torrecilla sobre Alesanco és un municipi de la Rioja, a la regió de la Rioja Alta, 